# 夏時泰 (明朝)
夏時泰（1608年—？），字大來，欽天監籍應天府上元縣人，明朝政治人物。

## 生平
崇禎六年（1633年）癸酉科應天鄉試第三十名舉人，十三年（1640年）中式庚辰科會試第四十九名，三甲第三十三名進士。大理寺觀政，授中書舍人。